# Superligaen 1992-1993
La Superligaen 1992-1993 è stata la 80ª edizione della massima serie del campionato di calcio danese e 3ª come Superligaen, disputata tra il 12 agosto 1992 e il 20 giugno 1993 e conclusa con la vittoria del FC København, al suo primo titolo.
Il capocannoniere del torneo è stato Peter Møller dell'Aalborg BK con 22 reti.
Il campionato si svolgeva in due fasi: nella prima, quella autunnale, le dieci squadre si affrontavano in un girone all'italiana con partite di andata e ritorno, al termine della quale le ultime due formazioni retrocedono. Nella fase primaverile le restanti otto formavano un nuovo girone all'italiana per stabilire la squadra campione e i piazzamenti per la Coppa Uefa. I punti finali sono dati dalla somma della metà dei punti della fase autunnale, più quelli di quella primaverile, mentre per la classifica cannonieri si tiene conto solo dei gol dell'ultima fase.

## Autunno 1992
|    | Classifica   | G  | V  | N | P  | GF | GS | DR  | Pti |
| -- | ------------ | -- | -- | - | -- | -- | -- | --- | --- |
| 1  | FC København | 18 | 9  | 8 | 1  | 29 | 14 | +15 | 26  |
| 2  | Odense       | 18 | 10 | 3 | 5  | 31 | 17 | +14 | 23  |
| 3  | Aalborg      | 18 | 7  | 7 | 4  | 25 | 17 | +8  | 21  |
| 4  | Brøndby      | 18 | 6  | 9 | 3  | 21 | 20 | +1  | 21  |
| 5  | Silkeborg IF | 18 | 7  | 5 | 6  | 30 | 16 | +14 | 19  |
| 6  | Aarhus GF    | 18 | 6  | 7 | 5  | 24 | 21 | +3  | 19  |
| 7  | Lyngby       | 18 | 4  | 8 | 6  | 20 | 22 | -2  | 16  |
| 8  | Næstved      | 18 | 4  | 7 | 7  | 25 | 35 | -10 | 15  |
| 9  | BK Frem      | 18 | 3  | 8 | 7  | 23 | 39 | -16 | 14  |
| 10 | B 1909       | 18 | 0  | 6 | 12 | 15 | 42 | -27 | 6   |

## Primavera 1993
|   | Classifica   | G  | V | N | P | GF | GS | DR  | Pti |
| - | ------------ | -- | - | - | - | -- | -- | --- | --- |
| 1 | FC København | 14 | 8 | 3 | 3 | 31 | 23 | +8  | 32  |
| 2 | Odense       | 14 | 8 | 3 | 3 | 19 | 15 | +4  | 31  |
| 3 | Brøndby      | 14 | 8 | 3 | 3 | 29 | 16 | +13 | 30  |
| 4 | Aalborg      | 14 | 5 | 5 | 4 | 23 | 23 | 0   | 26  |
| 5 | Silkeborg IF | 14 | 4 | 5 | 5 | 17 | 17 | 0   | 23  |
| 6 | AGF          | 14 | 4 | 3 | 7 | 24 | 29 | -5  | 21  |
| 7 | Lyngby       | 14 | 4 | 2 | 8 | 22 | 22 | 0   | 18  |
| 8 | Næstved      | 14 | 1 | 4 | 9 | 16 | 36 | -20 | 14  |

## Verdetti
- FC København Campione di Danimarca 1992/93.
- FC København ammesso alla UEFA Champions League 1993-1994.
- Odense e Brøndby ammesse alla Coppa UEFA 1993-1994
- BK Frem e B 1909 retrocesse.